# 若林村
若林村（わかばやしむら）は、かつて富山県西礪波郡にあった村。
村名は江戸時代に十村組が若林組に属していたことに由来している。

## 沿革
- 1889年（明治22年）4月1日 - 町村制の施行により、礪波郡金屋本江村、西中村、狐島村、下中村、砂田村及び水牧村の区域をもって、礪波郡若林村が発足する。
- 1896年（明治29年）3月29日 - 郡制の施行のため、礪波郡が分割して、西礪波郡が発足により、西礪波郡に所属となる。
- 1957年（昭和32年）9月30日 - 西礪波郡若林村を分割する、次のとおり。
  - 大字狐島、大字西中の区域の一部及び下中の区域の一部の区域 → 砺波市に編入する。
  - 大字金屋本江、大字水牧、大字西中の区域の一部及び大字下中の区域の一部の区域 → 西礪波郡石動町に編入する。

## 経済
農業
『大日本篤農家名鑑』によれば若林村の篤農家は、「黒田次郎右衛門、太田一成、柴藤義則」などである。

## 医療
医師
- 喜多養元[5]
- 喜多文一郎[5]

## 文化・芸能
- 下中地区では獅子舞が受け継がれ、砺波市下中と小矢部市下中に行政界が分かれた以降も断続的ではあるが続けられた。1980年代、神社の修復と獅子頭の修繕を記念して再度復活して以降、毎年8月29日の秋祭りで演舞が続けられてきたが、人口の減少を理由に2023年をもって再び休止した[6]。